# Фрисселл
Фрисселл (англ. Mount Frissell) — гора, расположенная на границе округов Личфилд (Коннектикут) и Беркшир (Массачусетс) и менее, чем в километре от границы со штатом Нью-Йорк.
Высота вершины горы — 747 м над уровнем моря, что является высшей точкой штата Коннектикут.
Гора Фрисселл пользуется популярностью среди поклонников пешеходного туризма, через неё пролегают несколько маршрутов, ведущих к знаменитой Аппалачской тропе.